# Яскелево
Я́скелево — деревня в Гатчинском муниципальном округе Ленинградской области.

## История
ПОДЛУСКОВИЦЫ — деревня, принадлежит коллежскому советнику Мейеру, число жителей по ревизии: 6 м. п., 6 ж. п. (1838 год)

В пояснительном тексте к этнографической карте Санкт-Петербургской губернии П. И. Кёппена 1849 года она записана как деревня Jäskylä (Яскюле) и указано количество её жителей на 1848 год: ижоры — 8 м. п., 6 ж. п., всего 14 человек, которые относились к православному Дылицкому Владимирскому приходу.
Обозначена на карте профессора С. С. Куторги 1852 года как деревня Яскелева.
Согласно «Топографической карте частей Санкт-Петербургской и Выборгской губерний» в 1860 году деревня называлась Яскелева (Подхусканская) и насчитывала 4 крестьянских двора.

ПОДЛУСКОНИЦЫ (ЯСКЕЛЕВО) — деревня владельческая при колодцах, число дворов — 6, число жителей: 11 м. п., 17 ж. п. (1862 год)

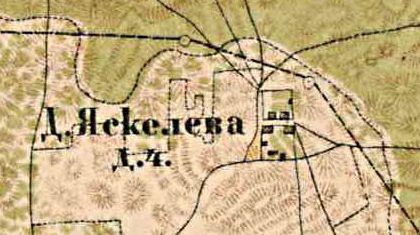
План деревни Яскелево. 1885 год

В 1885 году деревня Яскелева насчитывала 4 двора.
В конце XIX века деревня административно относилась к Губаницкой волости 1-го стана Петергофского уезда Санкт-Петербургской губернии, в начале XX века — 2-го стана.
К 1913 году количество дворов увеличилось до 7.
Согласно данным переписи населения СССР 1926 года в деревне Яскелево Смольковского сельсовета Венгисаровской волости Троцкого уезда проживали 46 человек — все русские.

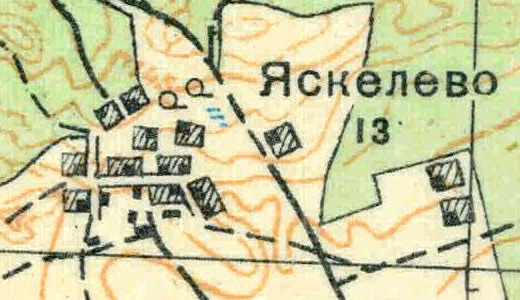
План деревни Яскелево.  1931 год

Согласно топографической карте 1931 года деревня насчитывала 13 дворов.
По данным 1933 года деревня называлась Яскелево и входила в состав Смольковского сельсовета Волосовского района.
По данным 1966, 1973 и 1990 годов деревня Яскелево входила в состав Елизаветинского сельсовета.
В 1997 году в деревне проживали 5 человек, в 2002 году — 12 человек (русские — 92%), в 2007 году — 9.

## География
Деревня расположена в северо-западной части района на автодороге 41К-219 (Елизаветино — Фьюнатово).
Расстояние до административного центра поселения, посёлка Елизаветино — 3 км.
Расстояние до ближайшей железнодорожной станции Елизаветино — 3 км.

## Демография
| 1862 | 2007 | 2010 | 2017 |
| ---- | ---- | ---- | ---- |
| 28   | ↘9   | ↗18  | ↘10  |

### Национальный состав
Согласно данным Всероссийской переписи населения 2021 года в деревне проживали 133 человека, из них:
 русские — 132, один человек национальность не указал.

## Достопримечательности
Памятник археологии — средневековые курганные кладбища «Яскелево 1» (из 14 насыпей) и «Яскелево 2» (из 28 насыпей) стоят на учёте в Департаменте государственной охраны, сохранения и использования объектов культурного наследия Комитета по культуре Правительства Ленинградской области, как выявленные объекты археологического наследия.
Начало изучения курганов относится к 1875 году. Результаты этих работ, опубликованы в 20-м томе «Материалов по археологии России» (СПб., 1896). Коллекции древних предметов из раскопок у деревни Яскелево хранятся в Государственном историческом музее, часть антропологического материала — в Музее антропологии и этнографии им. Петра Великого (Кунсткамере).
В настоящее время памятник археологии уничтожен.